# Lovetown Tour
Lovetown Tour var U2:s sjätte turné. Den inleddes i Perth 21 september 1989 och avslutades i Rotterdam den 10 januari 1990. Turnén var begränsad till Australien, Nya Zeeland, Japan och några europeiska länder. Anledningen till detta var att U2 ville besöka länder man missade helt eller spelade lite i under Joshua Tree Tour. BB King och hans band var förband till merparten av konserterna och spelade också med U2 i några låtar i slutet av varje show. Särskilt populär var turnén i Australien, där extra konserter fick läggas till och 23 av de totalt 47 konserterna spelades där. 
Lovetown Tour anses ha den största variationen av låtlistor av samtliga U2-turnéer. Sex olika låtar användes att öppna konserterna och 38 låtar användes allt som allt. 
Konserten på nyårsafton i Dublin sändes live på radio via RTE och BBC över hela Europa. U2 uppmanade fans att spela in konserten och spara som "officiell bootleg". Det dröjde dock till 2004 innan den gavs ut i digital form, via The Complete U2. Kvällen innan höll Bono ett berömt tal:
I was explaining to people the other night, but I might've got it a bit wrong – this is just the end of something for U2. And that's what we're playing these concerts – and we're throwing a party for ourselves and you. It's no big deal, it's just – we have to go away and ... and dream it all up again.
Detta tolkades av många som att bandet skulle splittras men handlade snarare om, skulle det visa sig, en helt annan musikalisk inriktning för bandet under 1990-talet.
Tanken var att avsluta turnén och decenniet med nyårskonserten. Dock tvingades två konserter i Amsterdam ställas in på grund av en kraftig halsinfektion hos Bono. Som kompensation lades fyra extra konserter till i Rotterdam.

## Låtlista på konserten i Dublin 31 december 1989
- 1. Auld Lang Syne (snippet) / Where the Streets Have No Name
- 2. I Will Follow
- 3. I Still Haven't Found What I'm Looking For / Exodus (snippet)
- 4. MLK
- 5. One Tree Hill
- 6. Gloria
- 7. God Part II
- 8. Desire
- 9. All Along The Watchtower
- 10. All I Want Is You (snippet) / Bad
- 11. Van Diemen's Land
- 12. Bullet The Blue Sky / 11 O'Clock Tick Tock (snippet) / Money, Money (snippet)
- 13. Running To Stand Still / Dirty Old Town (snippet)
- 14. The Times They Are A-Changin'
- 15. New Year's Day
- 16. Pride (In the Name of Love)
- 17. Party Girl
- 18. Angel Of Harlem
- 19. When Love Comes To Town
- 20. Love Rescue Me
- 21. 40

## Spelningar
- 1989-09-21 Perth, Australien, Entertainment Centre
- 1989-09-22 Perth, Australien, Entertainment Centre
- 1989-09-23 Perth, Australien, Entertainment Centre
- 1989-09-27 Sydney, Australien, Entertainment Centre
- 1989-09-28 Sydney, Australien, Entertainment Centre
- 1989-09-29 Sydney, Australien, Entertainment Centre
- 1989-10-02 Brisbane, Australien, Entertainment Centre
- 1989-10-03 Brisbane, Australien, Entertainment Centre
- 1989-10-04 Brisbane, Australien, Entertainment Centre
- 1989-10-07 Melbourne, Australien, Entertainment Centre
- 1989-10-08 Melbourne, Australien, Entertainment Centre
- 1989-10-09 Melbourne, Australien, Entertainment Centre
- 1989-10-12 Melbourne, Australien, Entertainment Centre
- 1989-10-13 Melbourne, Australien, Entertainment Centre
- 1989-10-14 Melbourne, Australien, Entertainment Centre
- 1989-10-16 Melbourne, Australien, Entertainment Centre
- 1989-10-20 Sydney, Australien, Entertainment Centre
- 1989-10-21 Sydney, Australien, Entertainment Centre
- 1989-10-27 Adelaide, Australien, Entertainment Centre
- 1989-10-28 Adelaide, Australien, Entertainment Centre
- 1989-11-04 Christchurch, Nya Zeeland, Lancaster Park
- 1989-11-08 Wellington, Nya Zeeland, Athletic Park
- 1989-11-10 Auckland, Nya Zeeland, Western Springs Stadium
- 1989-11-11 Auckland, Nya Zeeland, Western Springs Stadium
- 1989-11-17 Sydney, Australien, Entertainment Centre
- 1989-11-18 Sydney, Australien, Entertainment Centre
- 1989-11-19 Sydney, Australien, Entertainment Centre
- 1989-11-23 Yokohama, Japan, Sports Arena
- 1989-11-25 Tokyo, Japan, Tokyo Dome (Big Egg)
- 1989-11-26 Tokyo, Japan, Tokyo Dome (Big Egg)
- 1989-11-28 Osaka, Japan, Osaka Castle Hall
- 1989-11-29 Osaka, Japan, Osaka Castle Hall
- 1989-12-01 Osaka, Japan, Osaka Castle Hall

- 1989-12-11 Paris, Frankrike, Palais Omnisports de Bercy
- 1989-12-12 Paris, Frankrike, Palais Omnisports de Bercy
- 1989-12-14 Dortmund, Tyskland, Westfalenhalle
- 1989-12-15 Dortmund, Tyskland, Westfalenhalle
- 1989-12-16 Dortmund, Tyskland, Westfalenhalle
- 1989-12-18 Amsterdam, Holland, RAI Europe Hal
- 1989-12-26 Dublin, Irland, Point Depot
- 1989-12-27 Dublin, Irland, Point Depot
- 1989-12-30 Dublin, Irland, Point Depot
- 1989-12-31 Dublin, Irland, Point Depot
- 1990-01-05 Rotterdam, Holland, Sport Paleis Ahoy
- 1990-01-06 Rotterdam, Holland, Sport Paleis Ahoy
- 1990-01-09 Rotterdam, Holland, Sport Paleis Ahoy
- 1990-01-10 Rotterdam, Holland, Sport Paleis Ahoy

## Låtar som spelades
De mest spelade låtarna under Lovetown Tour:
- All Along The Watchtower 47 gånger
- Pride (In The Name of Love) 47
- I Still Haven't Found What I'm Looking For 47
- Angel Of Harlem 46
- Desire 46
- Where the Streets Have No Name 46
- Love Rescue Me 46
- When Love Comes To Town 46
- I Will Follow 44
- New Year's Day 43
- All I Want Is You 42
- Bullet The Blue Sky 42
- MLK 36
- God Part II 36
- With or Without You 36